# Tauranga
Pour les articles homonymes, voir Tauranga (homonymie).
Tauranga (/ˈtaʉ.ɾaŋ.a/, en maori de Nouvelle-Zélande : Tauranga-moana) est une ville située sur l'île du Nord en Nouvelle-Zélande. Cette ville est la plus grande de la baie de l'Abondance et la neuvième du pays.
Tauranga est situé à 105 km à l'est de Hamilton et à 85 km au nord de Rotorua. La ville a la croissance démographique la plus importante du pays et devrait également devenir la 5e la plus étendue du pays dans les 5 prochaines années (dépassant ainsi Dunedin).
La commune de Tauranga inclut également plusieurs quartiers de la ville ainsi que ses faubourgs : Tauranga Central, Matua, Tauriko, Otumoetai, Bethlehem, Mount Maunganui, Greerton, Papamoa, Ohauiti, Maungatapu et Welcome Bay.
Le nom Tauranga vient du maori, et pourrait être traduit par « un mouillage abrité ».

## Géographie
Tauranga est situé autour d'un important port sur l'ouest de la baie de l'Abondance et est protégé par l'île Matakana. La ville de Mount Maunganui ouvre le port à 5 kilomètres au nord de Tauranga.

### Climat
Tauranga possède un climat océanique (Köppen: Cfb), avec des étés tièdes et des hivers doux et pluvieux. Les temps maximales varient de 24,4 ºC en février à 14,6 ºC en juillet; tandis que les temps minimales rangent de 15,8 ºC en février à 6,3 ºC en juillet. La pluviométrie moyenne est assez haute: 1 201,5 mm, et il y a 110.9 jours pluvieux par an. À cause de ce climat tempéré, aux alentours de Tauranga, on trouve également un grand nombre de terres agricoles, principalement pour la production de fruits (kiwis, avocats).

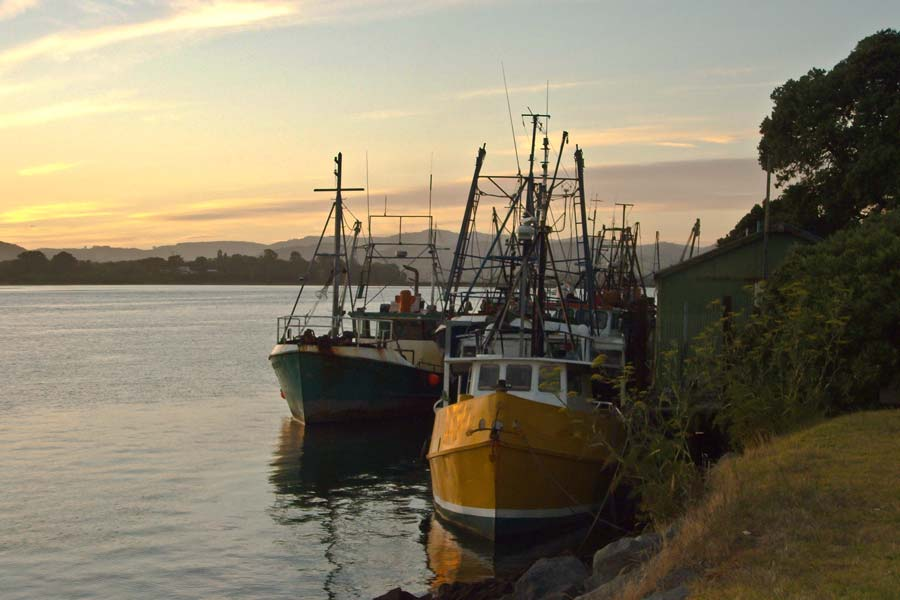

| Mois                                            | jan. | fév.  | mars  | avril | mai   | juin  | jui.  | août  | sep.  | oct.  | nov. | déc. | année   |
| ----------------------------------------------- | ---- | ----- | ----- | ----- | ----- | ----- | ----- | ----- | ----- | ----- | ---- | ---- | ------- |
| Température minimale moyenne (°C)               | 15,3 | 15,8  | 13,9  | 11,6  | 9,4   | 7,1   | 6,3   | 6,7   | 8,3   | 10    | 11,6 | 14,1 | 10,8    |
| Température maximale moyenne (°C)               | 24,3 | 24,4  | 22,9  | 20,3  | 17,7  | 15,4  | 14,6  | 15,2  | 16,7  | 18,5  | 20,5 | 22,6 | 19,4    |
| Record de froid (°C)                            | 3,3  | 1,7   | 0,7   | 0,6   | −5,3  | −4,8  | −4,2  | −3,4  | −4,6  | −2,3  | 0,6  | −0,9 | −5,3    |
| Record de chaleur (°C)                          | 33,7 | 33,9  | 30,3  | 28,4  | 23,9  | 21,9  | 22,8  | 20,7  | 24,7  | 25,6  | 29,2 | 30,6 | 33,9    |
| Ensoleillement (h)                              | 269  | 221,5 | 221,4 | 184,3 | 170,9 | 134,1 | 149,9 | 176,4 | 178,2 | 214,8 | 240  | 241  | 2 401,5 |
| Précipitations (mm)                             | 76,2 | 83,2  | 94,9  | 132,1 | 116,2 | 120,6 | 133,4 | 111,6 | 86,5  | 80,4  | 63,4 | 103  | 1 201,5 |
| dont nombre de jours avec précipitations ≥ 1 mm | 6,3  | 6,7   | 8,1   | 8,7   | 9,6   | 10,7  | 11,7  | 11,7  | 10,7  | 9,6   | 8,6  | 8,5  | 110,9   |
| Humidité relative (%)                           | 72,8 | 76,4  | 78,5  | 79,8  | 83,3  | 85    | 84,3  | 81,7  | 76,2  | 76,1  | 71,8 | 73,4 | 78,3    |

## Villes jumelées
- Maryborough, Australie
- Yantai, Chine
- Hitachi, Ibaraki, Japon
- Susaki, Kōchi, Japon

## Personnalités
- Brent Newdick, décathlonien.
- Phil Rudd, musicien[4], ex-batteur du groupe de hard rock AC/DC.
- Jared Payne, international irlandais de rugby à XV. Il évolue au poste de centre.
- James McTeigue, réalisateur.
- Jarrad Hoeata, international néo-zélandais de rugby à XV.
- Thomas Samuel Grace (1815-1879), missionnaire britannique, mort à Tauranga.